# Линту, Пекка
Пе́кка Ли́нту (фин. Pekka Lintu; род. 1947, Финляндия) — финский дипломат, посол Финляндии в Греции (2011—2014).

## Биография
В 1972 году поступил на службу в Министерство иностранных дел Финляндии и прошёл консульскую практическую подготовку в Марселе (Франция).
С 1973 по 1975 год работал в Департаменте торговой политики МИДа Финляндии.
С 1975 по 1978 год в ранге атташе работал в Постоянном представительстве Финляндии в Женеве (с 1978 года — в ранге первого секретаря).
В 1976 году в Хельсинкском университете защитил диссертацию на степень лиценциата в области права.
С 1979 по 1981 год трудился в ранге секретаря в Департаменте по международному развитию МИДа Финляндии (с 1981 — в ранге советника)
С 1984 по 1987 год в ранге советника работал в Постоянном представительстве Финляндии в ОЭСР, в Париже.
С 1987 по 1989 год работал начальником управления Департамента торговой политики МИДа Финляндии (с 1989 по 1991 год — советником Департамента ТП; с 1991 по 1994 год — заместителем генерального директора Департамента ТП; в 1994 году — заместитель начальника отдела Департамента ТП).
С 1994 по 2000 год являлся чрезвычайным и полномочным послом Финляндии в Японии.
С 2000 по 2001 год в должности советника иностранных дел в Департаменте торговой политики МИДа Финляндии.
1 октября 2001 года назначен заместителем государственного секретаря по внешним экономическим связям.
С 2006 по 2011 год — чрезвычайный и полномочный посол Финляндии в США.
С 2011 по 2014 год — чрезвычайный и полномочный посол Финляндии в Греции.